# Rancho Martín Vicente
Rancho Martín Vicente är en ort i Mexiko.   Den ligger i kommunen Heroica Ciudad de Juchitán de Zaragoza och delstaten Oaxaca, i den sydöstra delen av landet, 600 km sydost om huvudstaden Mexico City. Rancho Martín Vicente ligger 20 meter över havet och antalet invånare är 137.
Terrängen runt Rancho Martín Vicente är platt. Havet är nära Rancho Martín Vicente österut. Runt Rancho Martín Vicente är det ganska tätbefolkat, med 124 invånare per kvadratkilometer. Närmaste större samhälle är Salina Cruz, 16,4 km sydväst om Rancho Martín Vicente. Trakten runt Rancho Martín Vicente består till största delen av jordbruksmark.